# Museo Regional Daniel Hernández Morillo
El Museo Regional "Daniel Hernández Morillo" se ubica en la ciudad de Huancavelica, Perú, cerca de la plazoleta e iglesia de San Juan de Dios, a una altitud de 3,676 m s. n. m., dedicado a preservar y exhibir el patrimonio arqueológico, artístico y etnográfico de la región.
El museo está dedicado al reconocido pintor peruano Daniel Hernández Morillo y cuenta con diversos espacios de gran valor histórico y artístico. Entre ellos destaca la sala de arqueología, donde se exhiben piezas de cerámica y textiles pertenecientes al periodo Intermedio y Horizonte Tardío, así como accesorios de metal, momias con deformaciones craneanas y restos paleontológicos que enriquecen la comprensión de la evolución humana.
Otra sección destacada es la pinacoteca "Vicente Montes Cuchula", donde se expone arte realizado con diversas técnicas por grandes pintores de la región, incluyendo obras del propio Daniel Hernández Morillo.
El museo también ofrece una zona de productos interactivos, diseñada para brindar nuevas experiencias relacionadas con la cultura regional. Entre ellos se encuentra la pirámide holográfica, que permite observar bienes arqueológicos cerámicos en 3D mediante lentes de realidad virtual. Además, un tótem multimedia proporciona una experiencia personalizada de la visita, incluyendo un recorrido visual por las principales festividades tradicionales de la región de Huancavelica.

## Historia
El museo, inaugurado el 4 de agosto de 1993, lleva el nombre del destacado pintor peruano Daniel Hernández Morillo, originario de Salcabamba, Huancavelica, y primer director de la Escuela Nacional de Bellas Artes del Perú, cuenta con dos salas de exhibición que presentan una variedad de bienes culturales representativos de la región. En su colección se destacan piezas arqueológicas como cerámicas, textiles, objetos metálicos, elementos líticos, restos humanos y materiales orgánicos originarios del área. Además, alberga objetos histórico-artísticos y etnográficos relacionados con el folklore, el arte popular y la artesanía tradicional de Huancavelica.
El museo tuvo un periodo de inactividad y cierre temporal a finales del 2023 debido a labores de mantenimiento y mejoras en su infraestructura, luego de haber estado cerrado por un tiempo por el motivo ya mencionado, se volvió a reabrir al público el 29 de enero de 2024. Estas renovaciones se enfocaron en incentivar la participación de la comunidad local, en especial de la niñez, y en brindar una experiencia cultural más completa y significativa.

## Directores
Roger Murillo Calderón, es señalado, en varias fuentes, como la persona a cargo del museo. En una entrevista de mayo de 2023 se le mencionó como el responsable del recinto, destacando tanto la relevancia de la colección como la importancia de aumentar la afluencia de visitantes.
Jhon Renne Huamani Díaz, Director de la Dirección Desconcentrada de Cultura de Huancavelica, estuvo a cargo de la reapertura del museo en enero de 2024, liderando las obras de mejora en la infraestructura y la creación de nuevas áreas, incluyendo la expansión de la pinacoteca “Vicente Montes Cuchula”

## Exposiciones Permanente

### Sala de Arqueología y Antropología

#### Momias

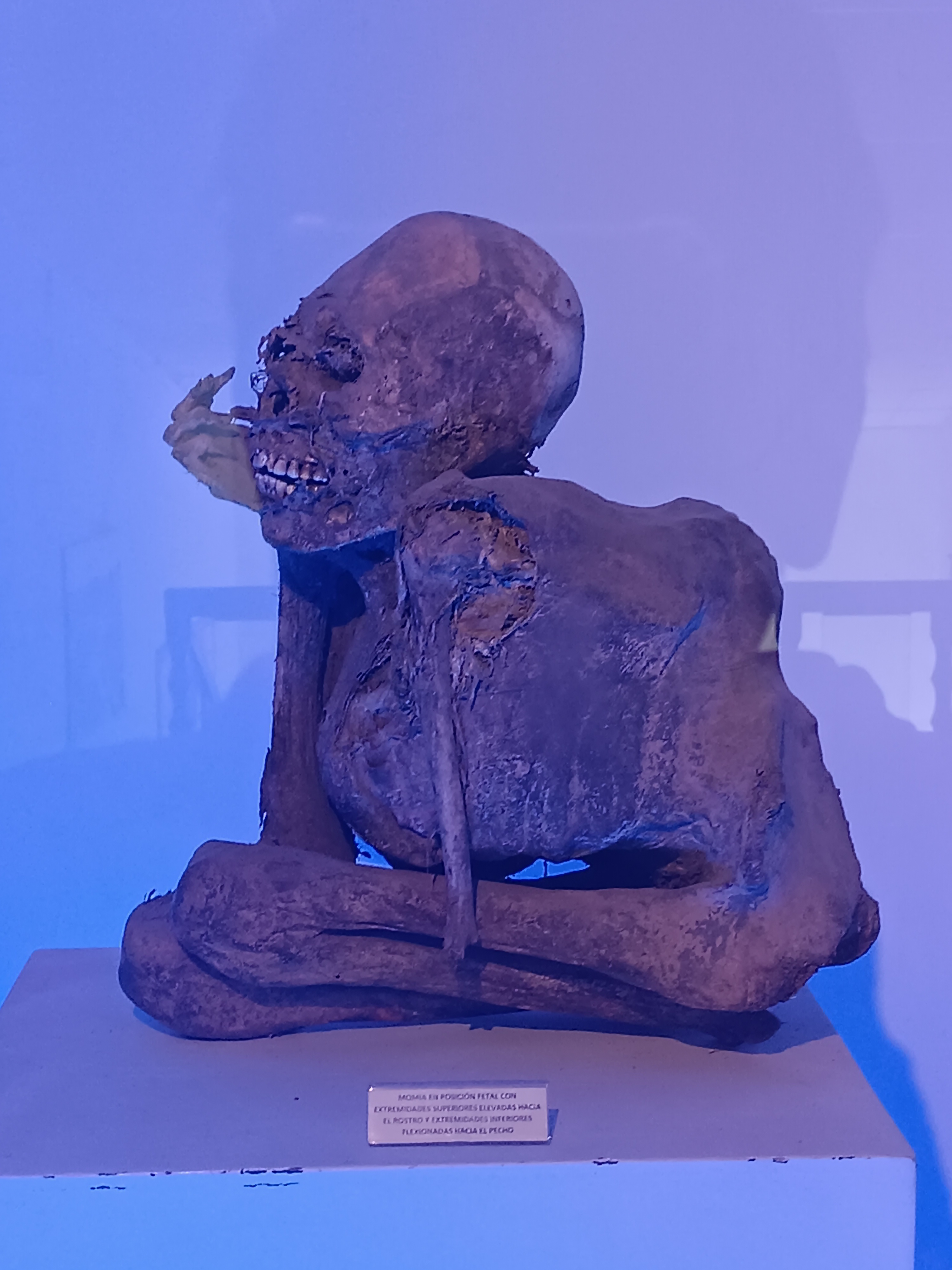
Foto de exposición de momificaciones, ubicado en el museo Museo Regional Daniel Hernández Morillo

Las momias que se encuentran en el museo datan del periodo Intermedio tardío, que abarca aproximadamente desde el 1100 hasta el 1400 d. C. Estas momias están culturalmente vinculadas con el pueblo de los Chancas. Entre las etnias más destacadas de la región de Huancavelica se encuentran los Anqaras, los Astos, los Chucurpus, entre otras.
Una de las más atractivas es la momia de El niño de Pultocc, es una momia encontrada en la década de los 80, cerca de la laguna de Pultocc ubicada en el distrito de Santa Ana, provincia de Castrovirreyna, departamento de Huancavelica.

#### Cerámica, utilitarias y armas
En el museo se exponen distintas piezas de cerámicas, utilitarias y armas de guerra que corresponden a distintos momentos del tiempo de la cultural local y nacional, y las armas de guerra son elementos fabricados luego de la llegada de los Incas a la región.

### Pinacoteca "Vicente Montes Cuchula"

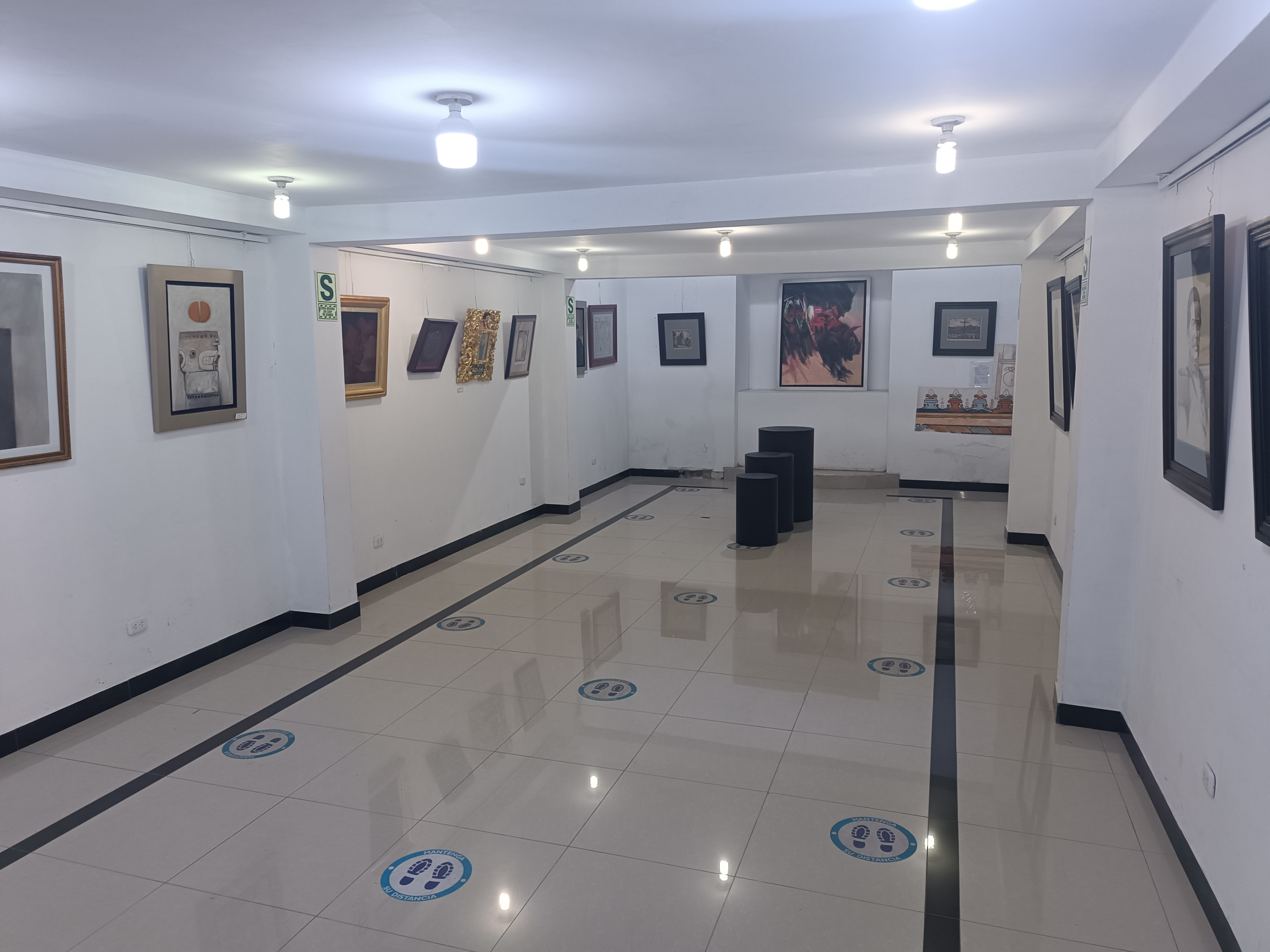
Foto de la pinacoteca, ubicada en el museo Museo Regional Daniel Hernández Morillo

El museo dispone de una de las pocas pinacotecas especializada dentro de la región centro del país, en la cual se cuenta con la colección del señor Vicente Montes Cuchula, quien fue un empleado de la Escuela de Bellas Artes, que debido a su carisma, fue obsequiado con varias obras por parte de distintos artistas, y él decidió que estas piezas se mostraran en un lugar especialmente acondicionado para tal fin.

### Piezas de Imaginería
En esta exposición se muestran las diferentes festividades culturales que se celebran en la región de Huancavelica, dentro de ellas podemos encontrar el nacimiento chopcca, representación de festividades religiosas y parejas de chutos y mestizos, y una de las características más importantes es que algunas festividades son declaradas Patrimonio Cultural de la Nación.

## Exposiciones Temporales

### Réplicas de Armas Incas
Una exposición que presentó réplicas de armas utilizadas por los Incas, durante la invasión española, proporcionando una perspectiva histórica sobre los conflictos de la época, esta colección de réplicas de armas, pertenece al señor Antonio Cencia Sullca.

### Historias de Color
Una exposición de arte que presentó las obras del pintor Andre Casavilca Paco, destacando su estilo único y contribución al arte regional, en el cual plasma, a través de sus obras, la memoria colectiva del pueblo huancavelicano en fiestas tradicionales.

### De la Costa a los Andes
Una muestra fotográfica itinerante organizada por el Servicio Nacional Forestal y de Fauna Silvestre (SERFOR), que documenta el trabajo realizado en el I Censo Nacional del Cóndor Andino en el Perú. En esta exposición se presentó fotografías captadas en 16 departamentos del país de manera simultánea durante tres días consecutivos, registrando la presencia del cóndor andino desde diversos puntos estratégicos. Esta exposición estuvo abierta al público hasta el 29 de mayo de 2023.

### Imaginería religiosa de Semana Santa en Huancavelica
Exhibida en abril de 2025, esta exposición temporal presentó imaginerías religiosas relacionadas con las celebraciones de Semana Santa en la región de Huancavelica.

## Galería

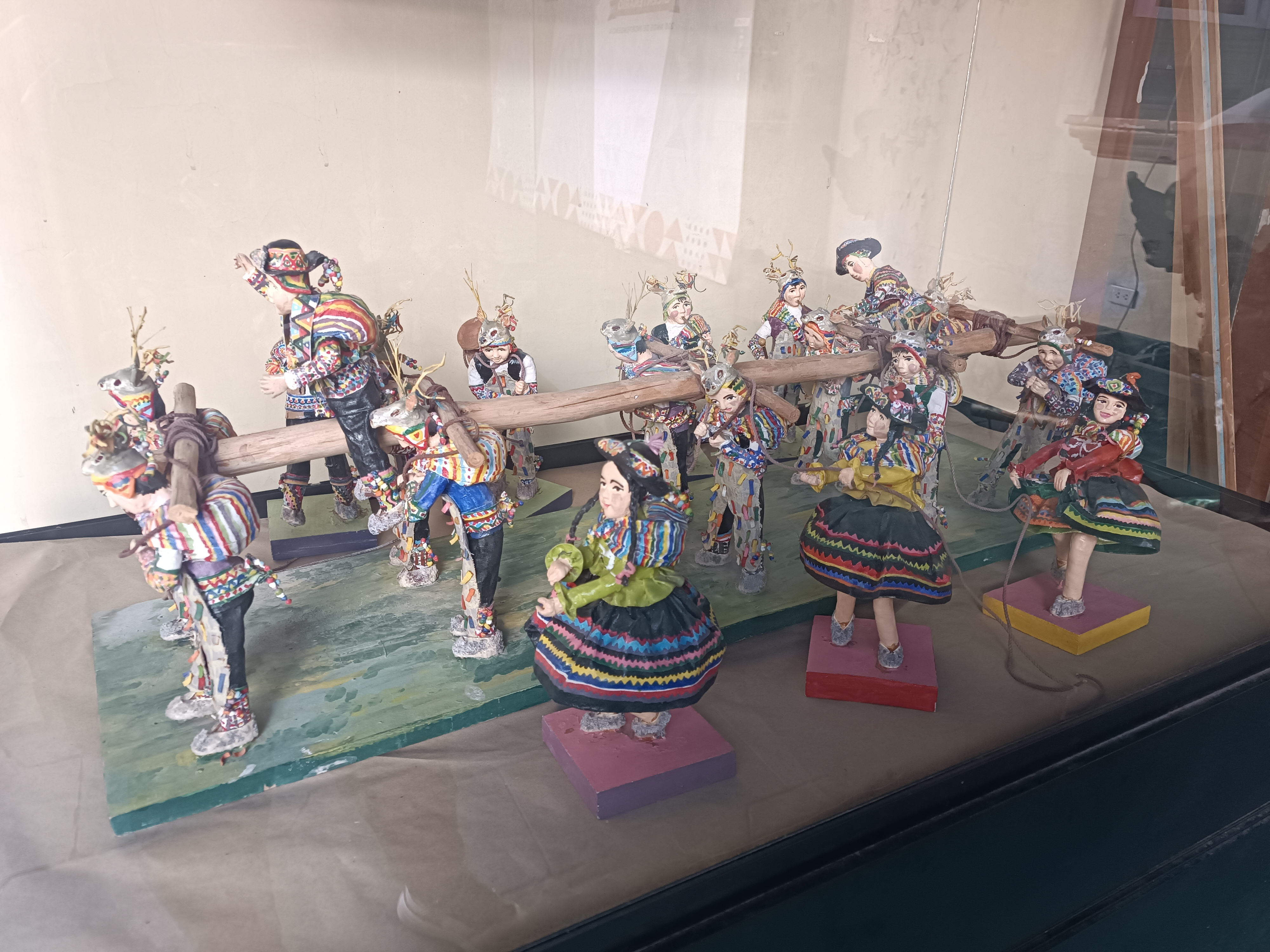
Pieza de imaginería de la fiesta VIGA WANTUY
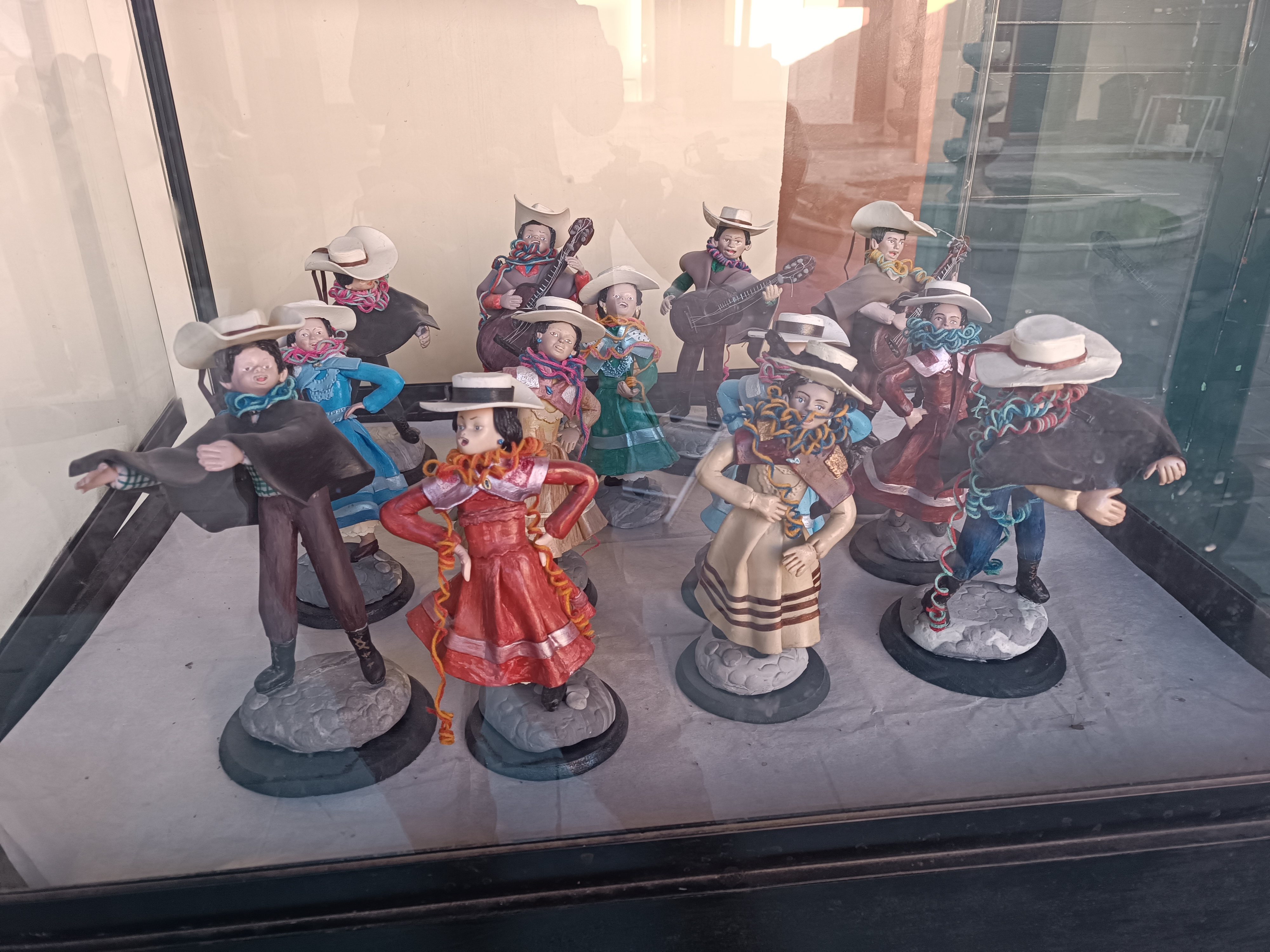
Pieza de imaginería de la danza carnaval lirqueño
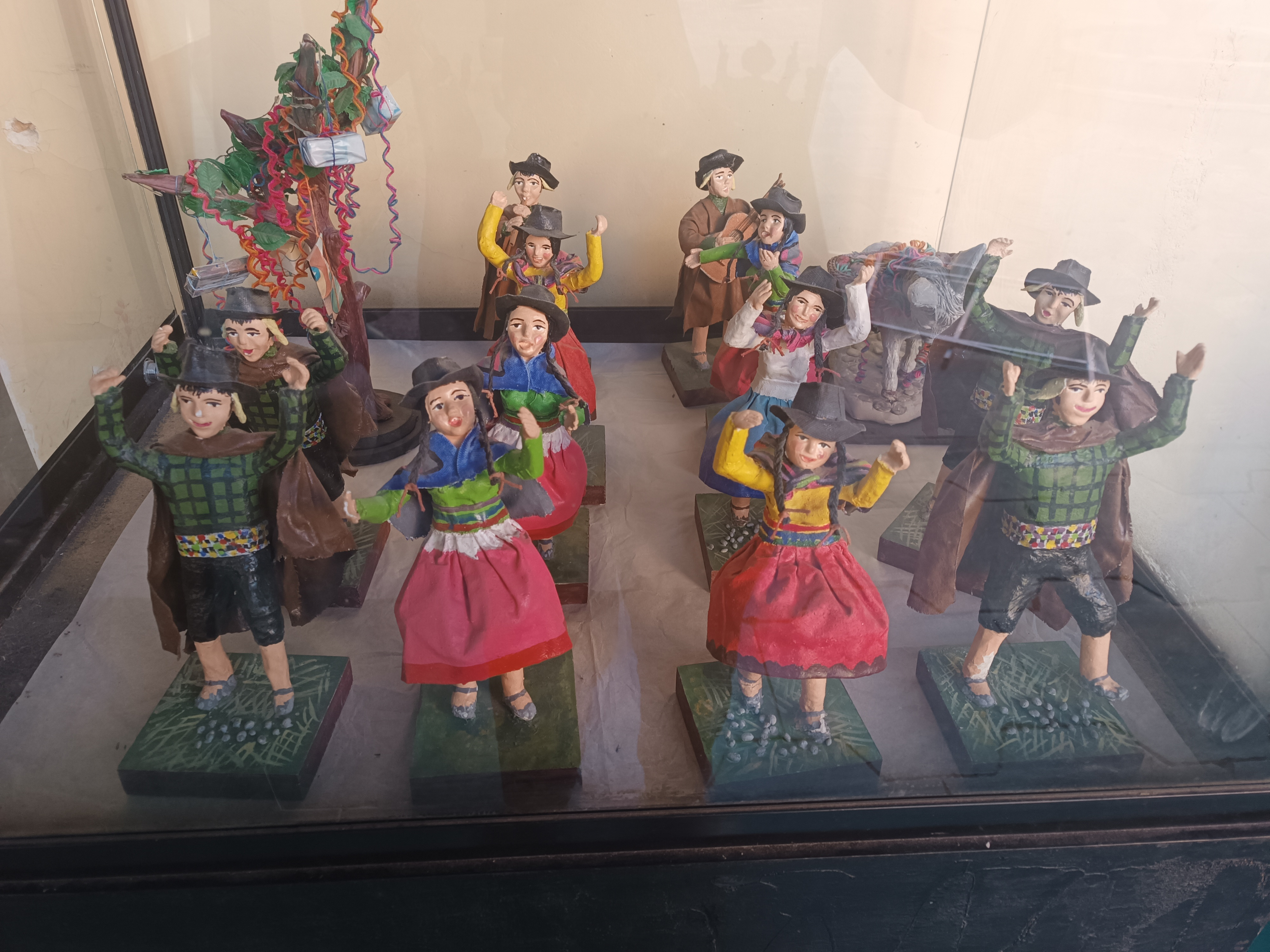
Pieza de imaginería de la danza QARMENQA de Churcampa
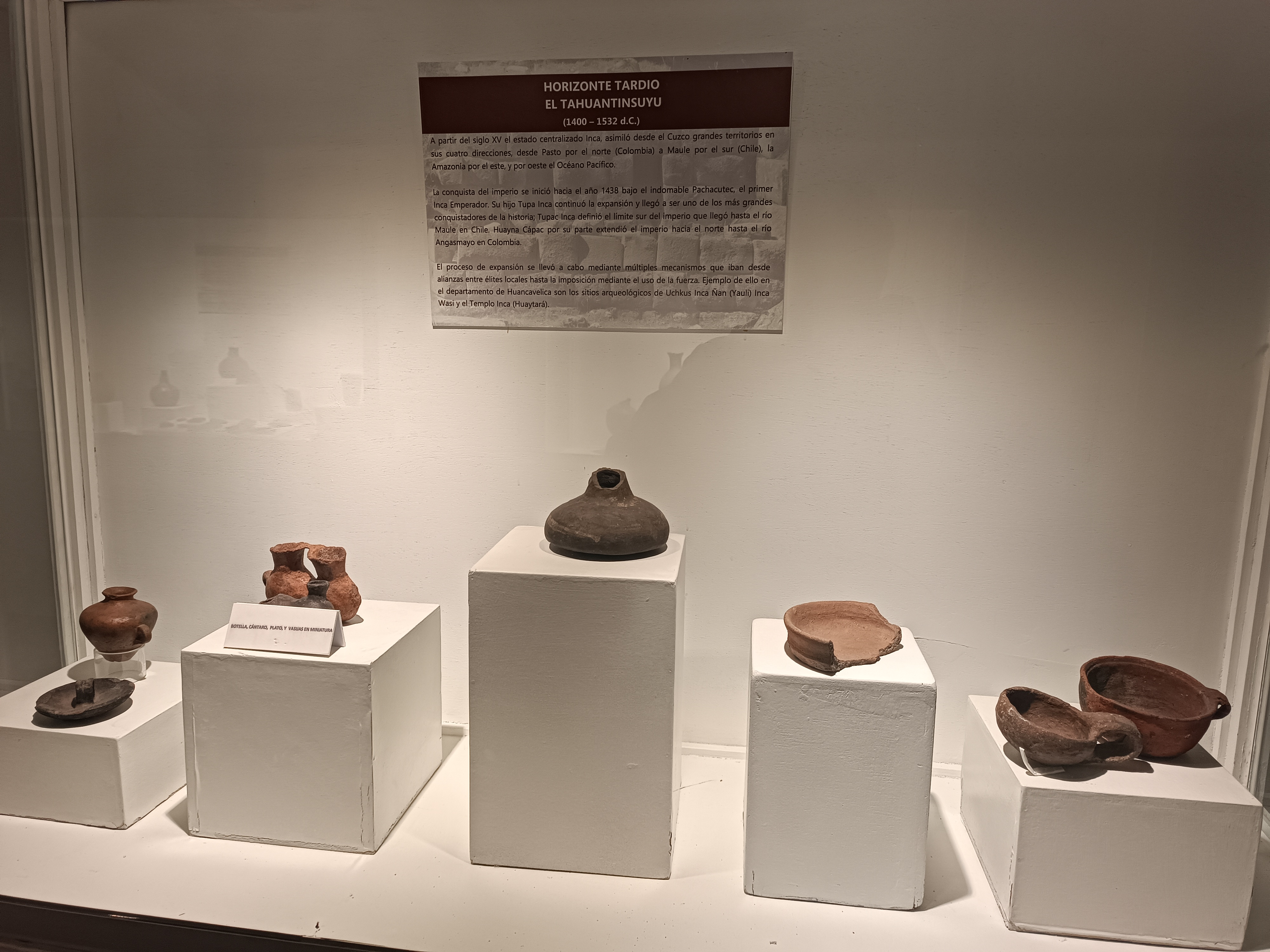
Exposición de cerámicas Horizonte tardío
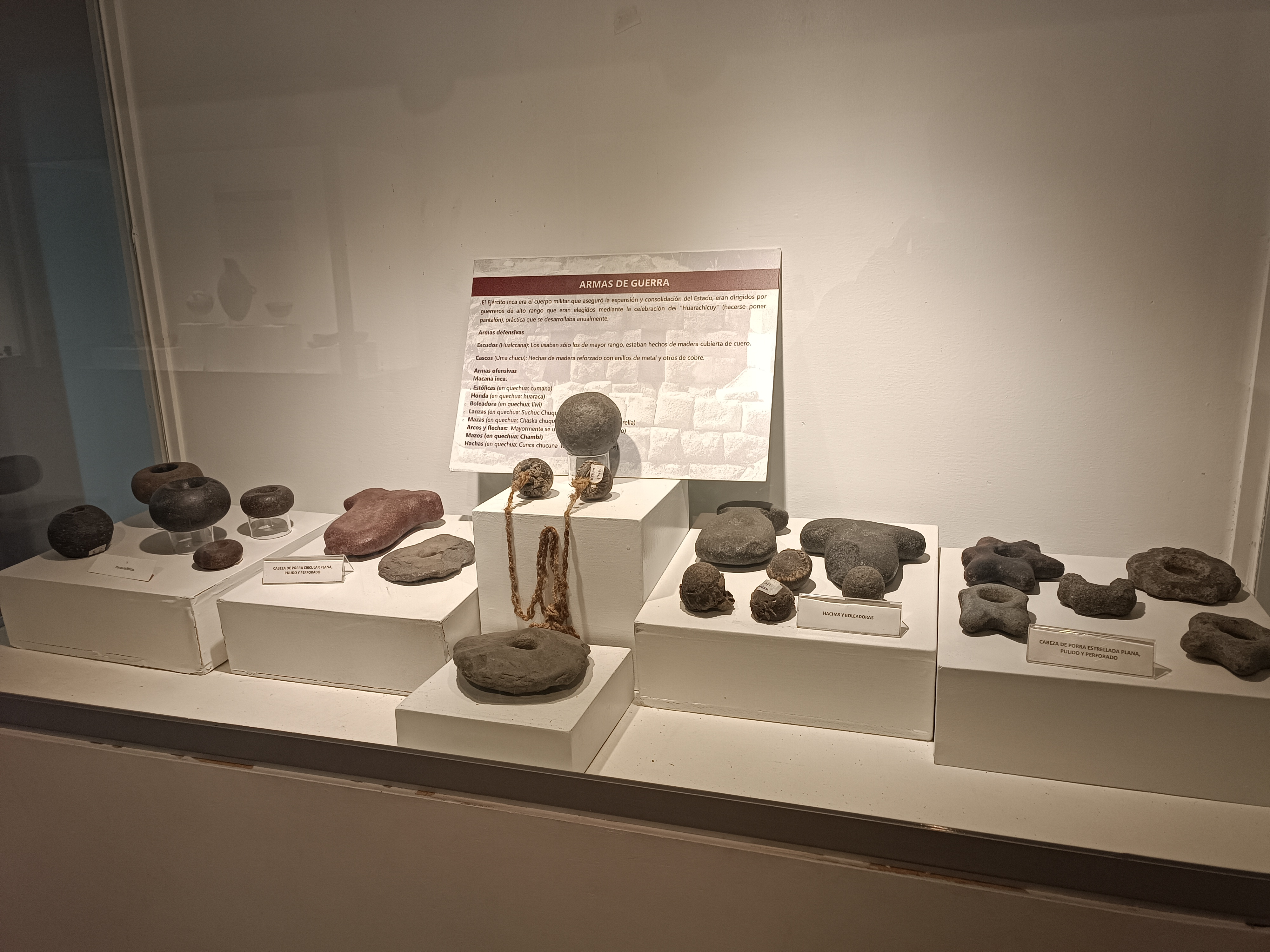
Exposición de armas de guerra
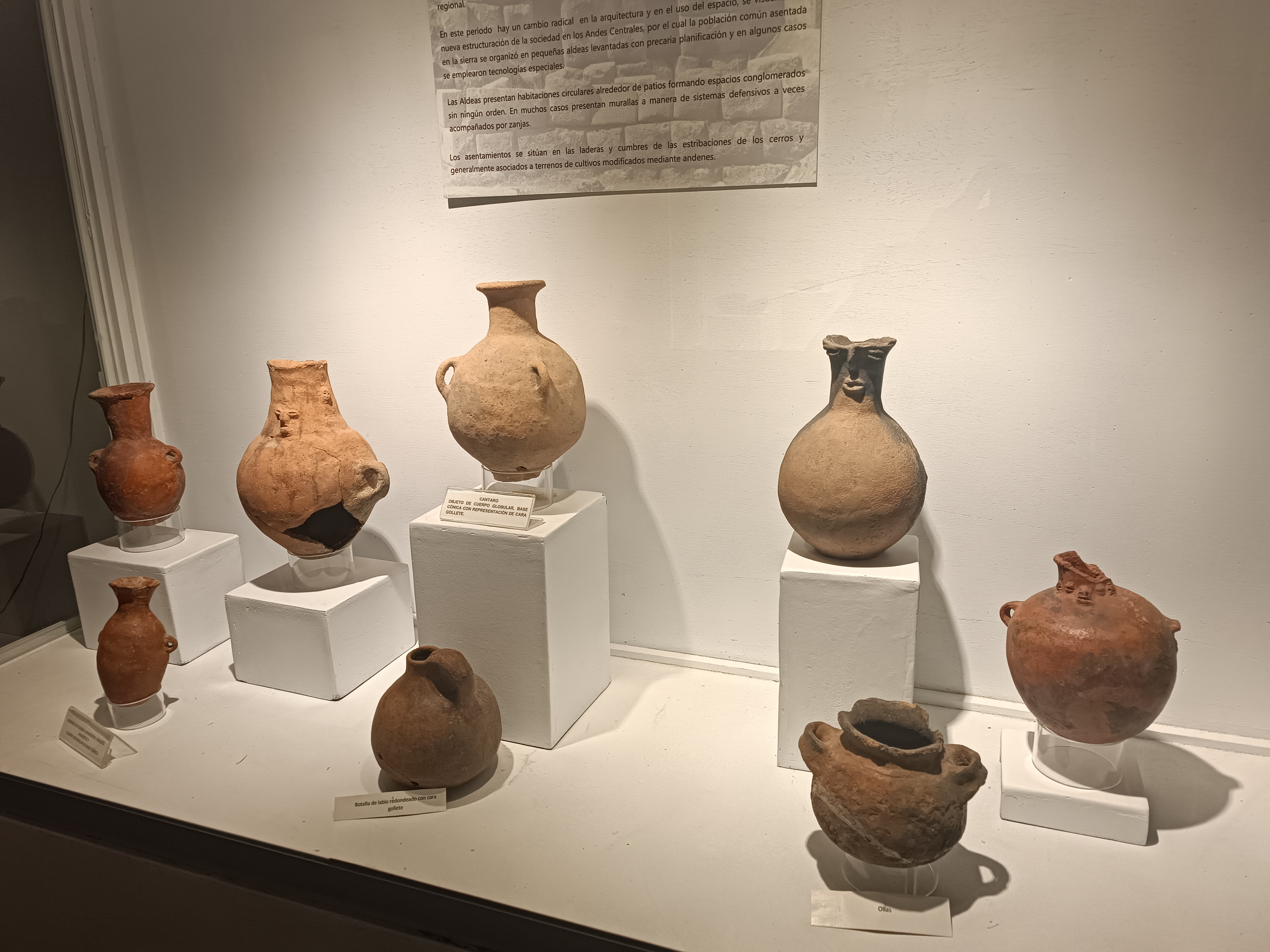
Exposición de cerámicas
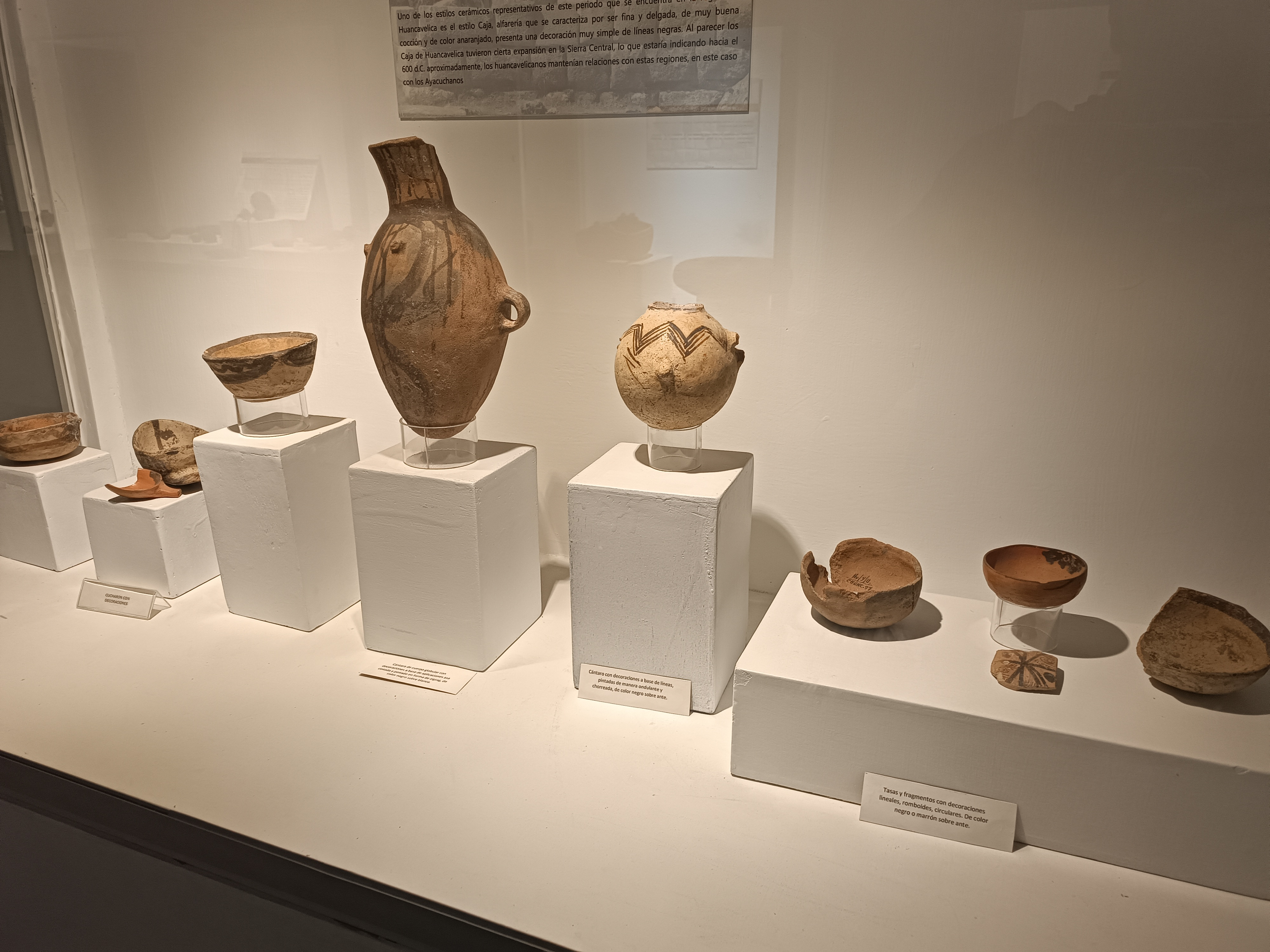
Exposición de cerámica Intermedio temprano
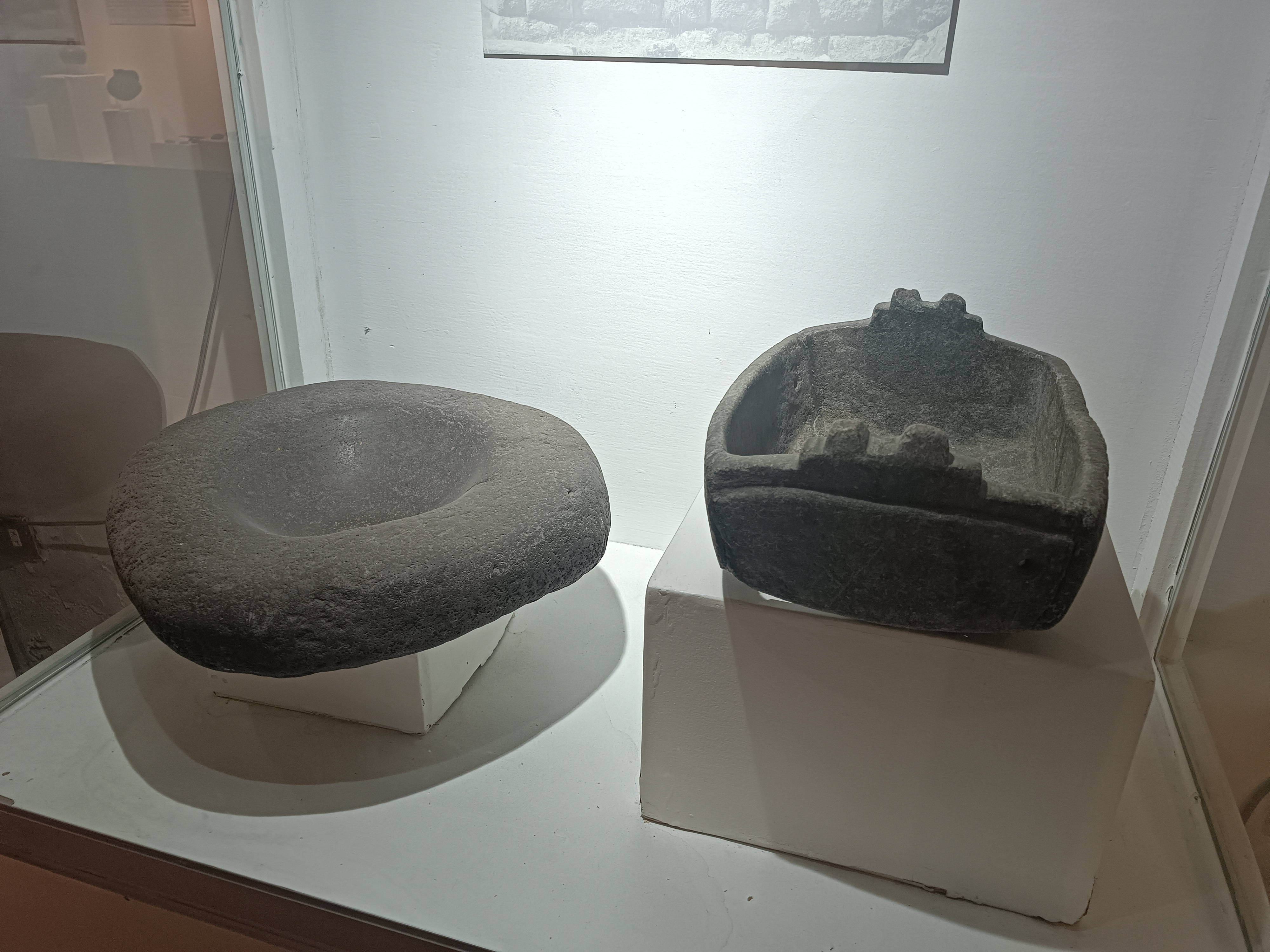
Exposición de mortero y modelo arquitectónico
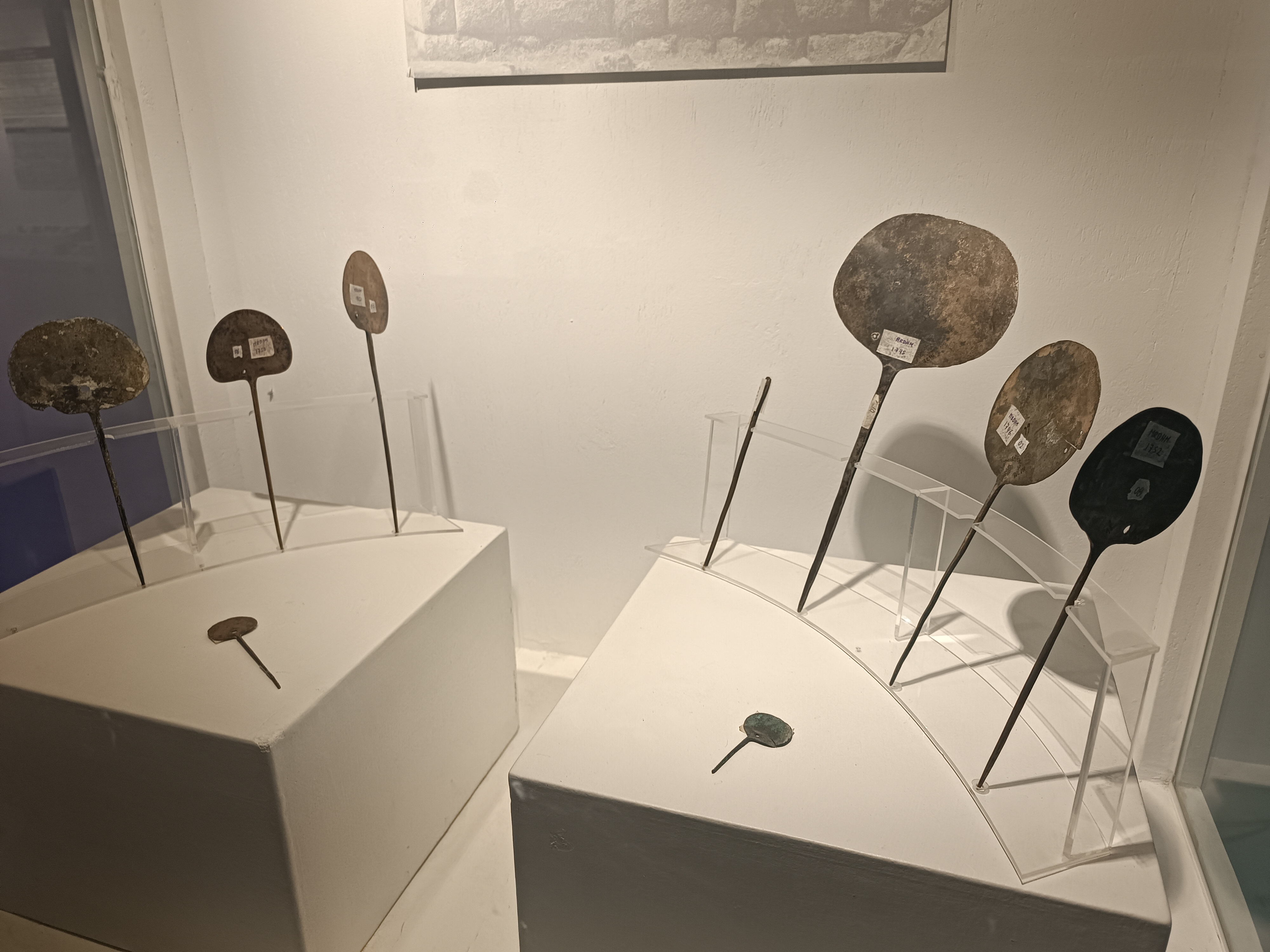
Exposición de Los Tupus
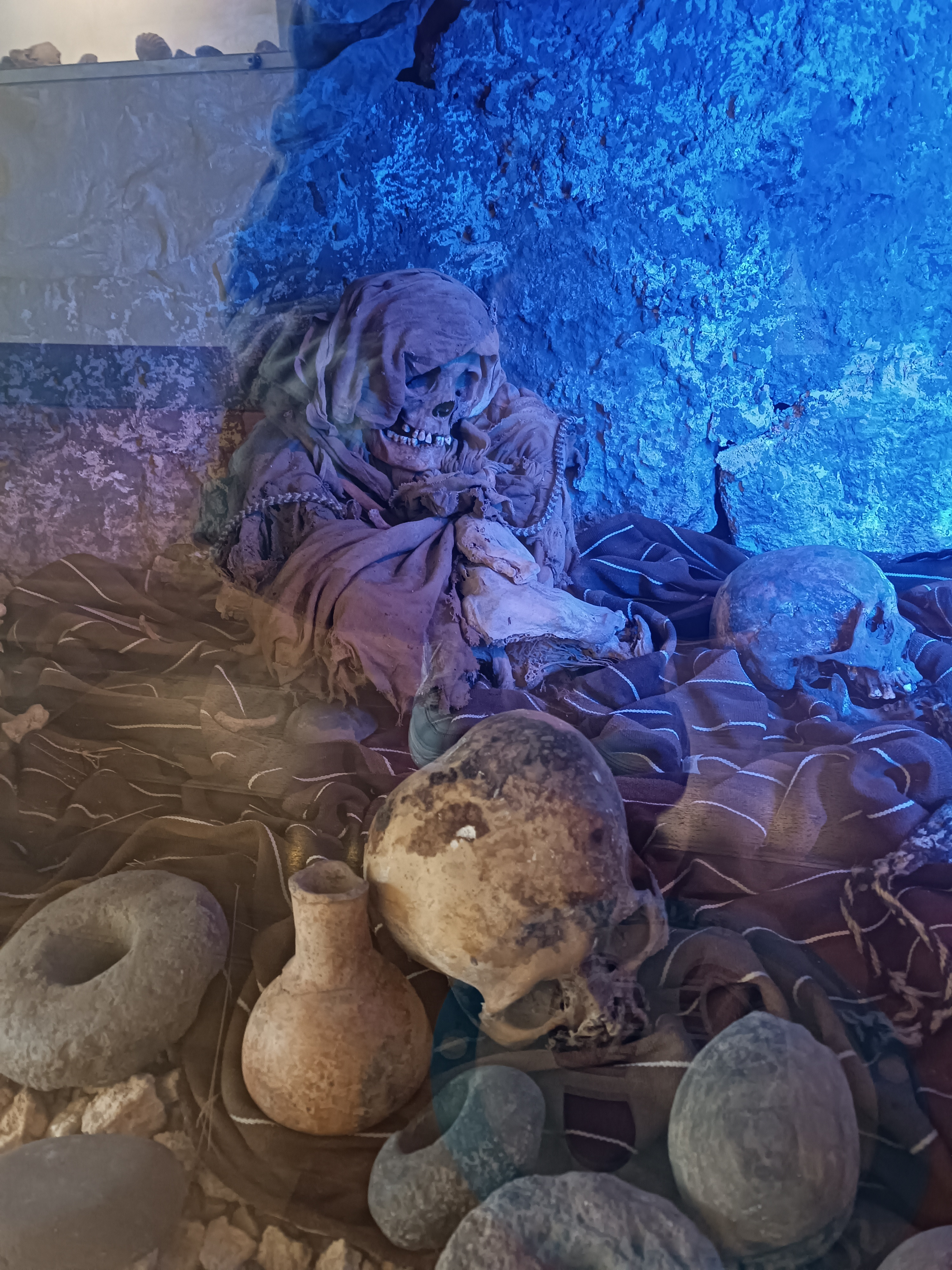
Exposicion de un Contexto funerario
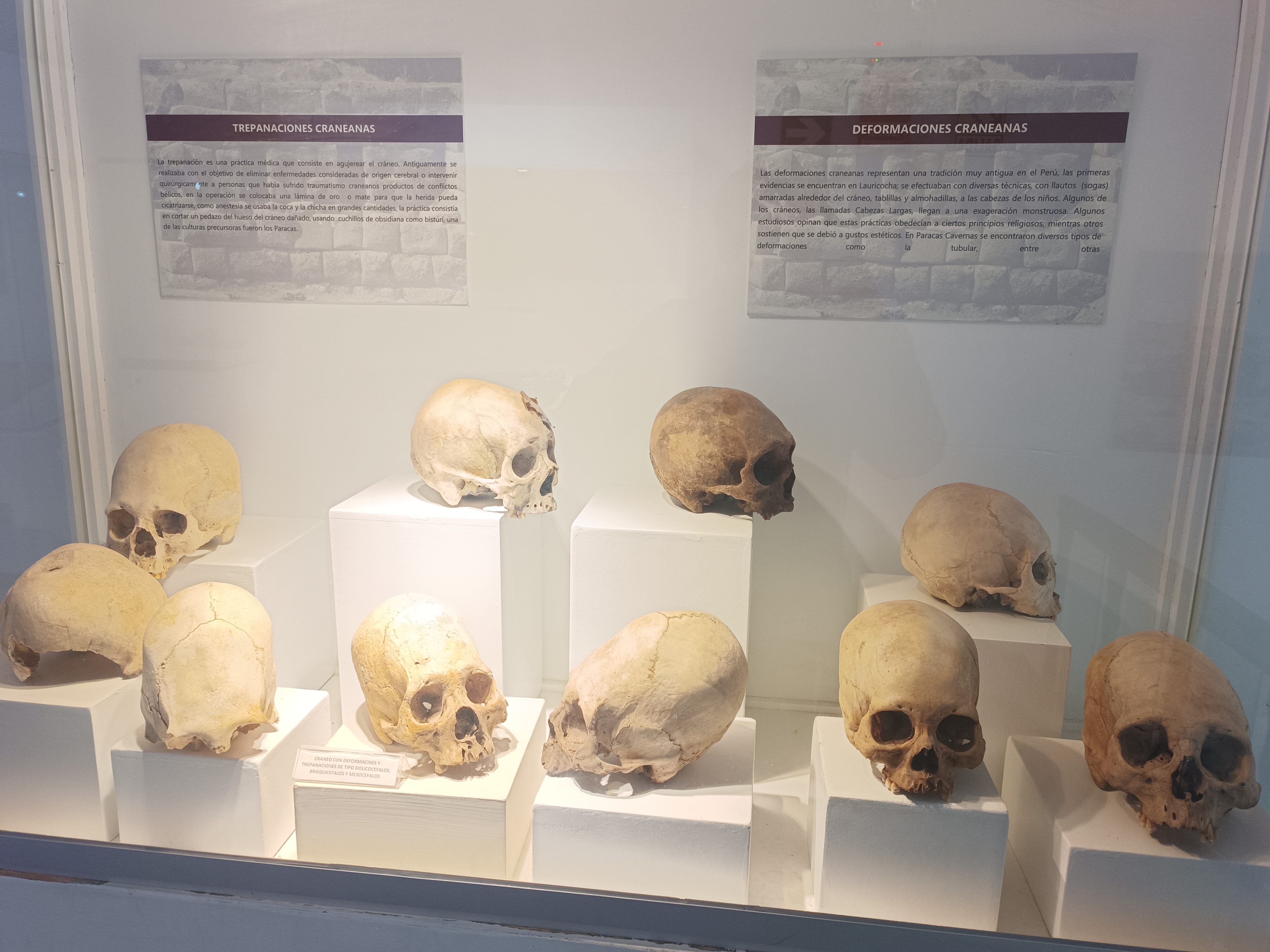
Exposición de deformaciones y trepanaciones craneanas
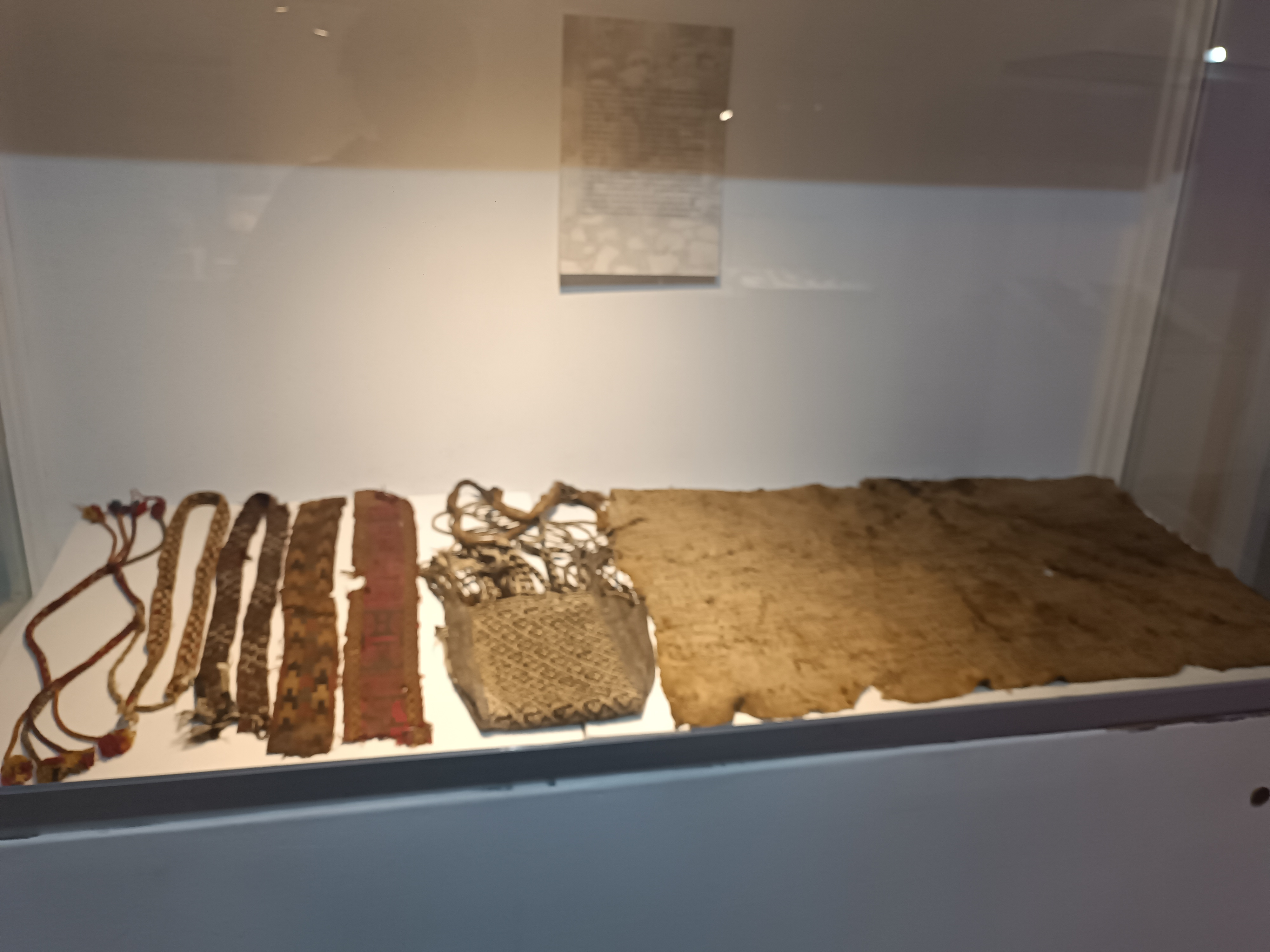
Exposición de arte textil
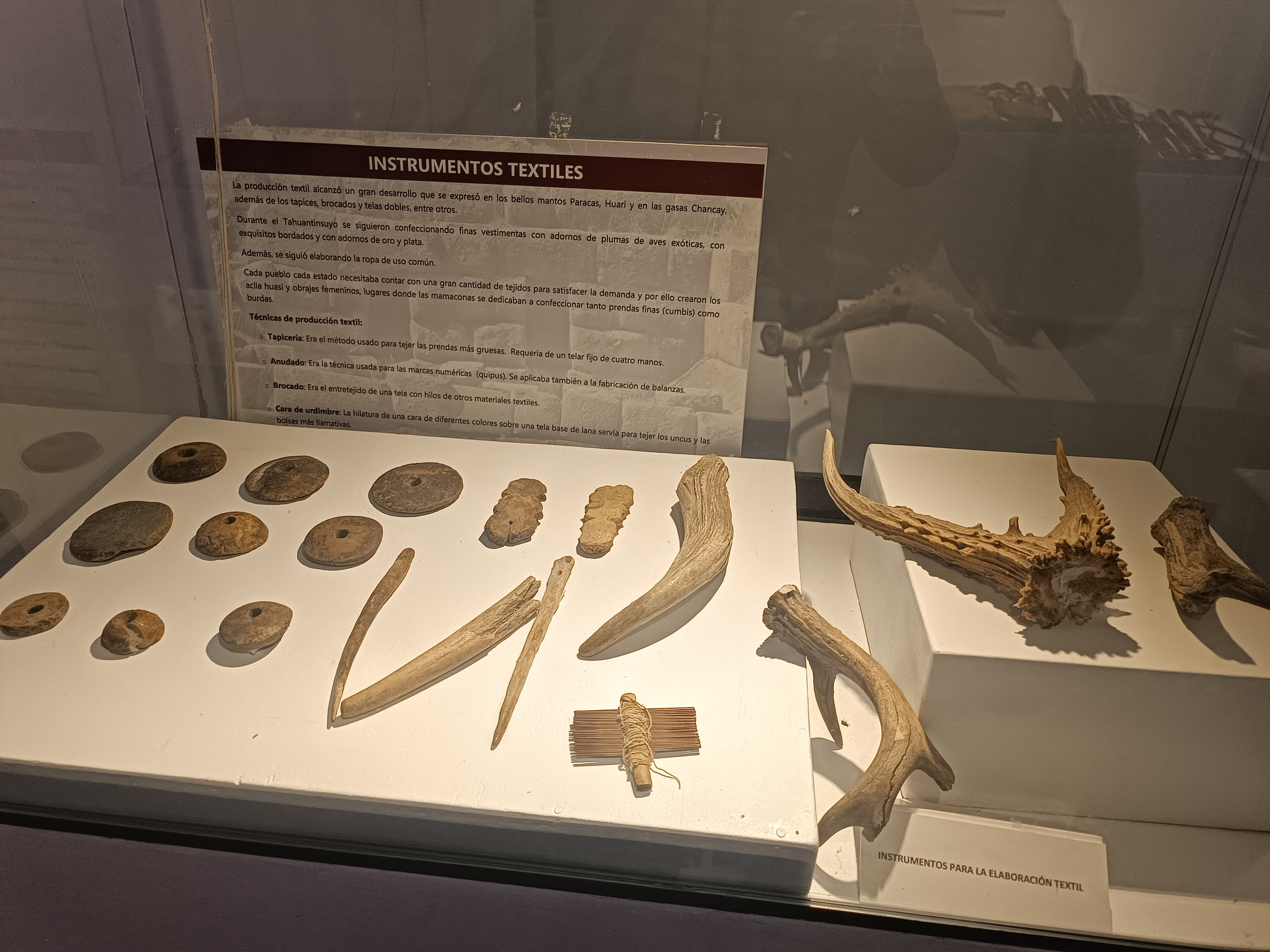
Exposición de instrumentos textiles
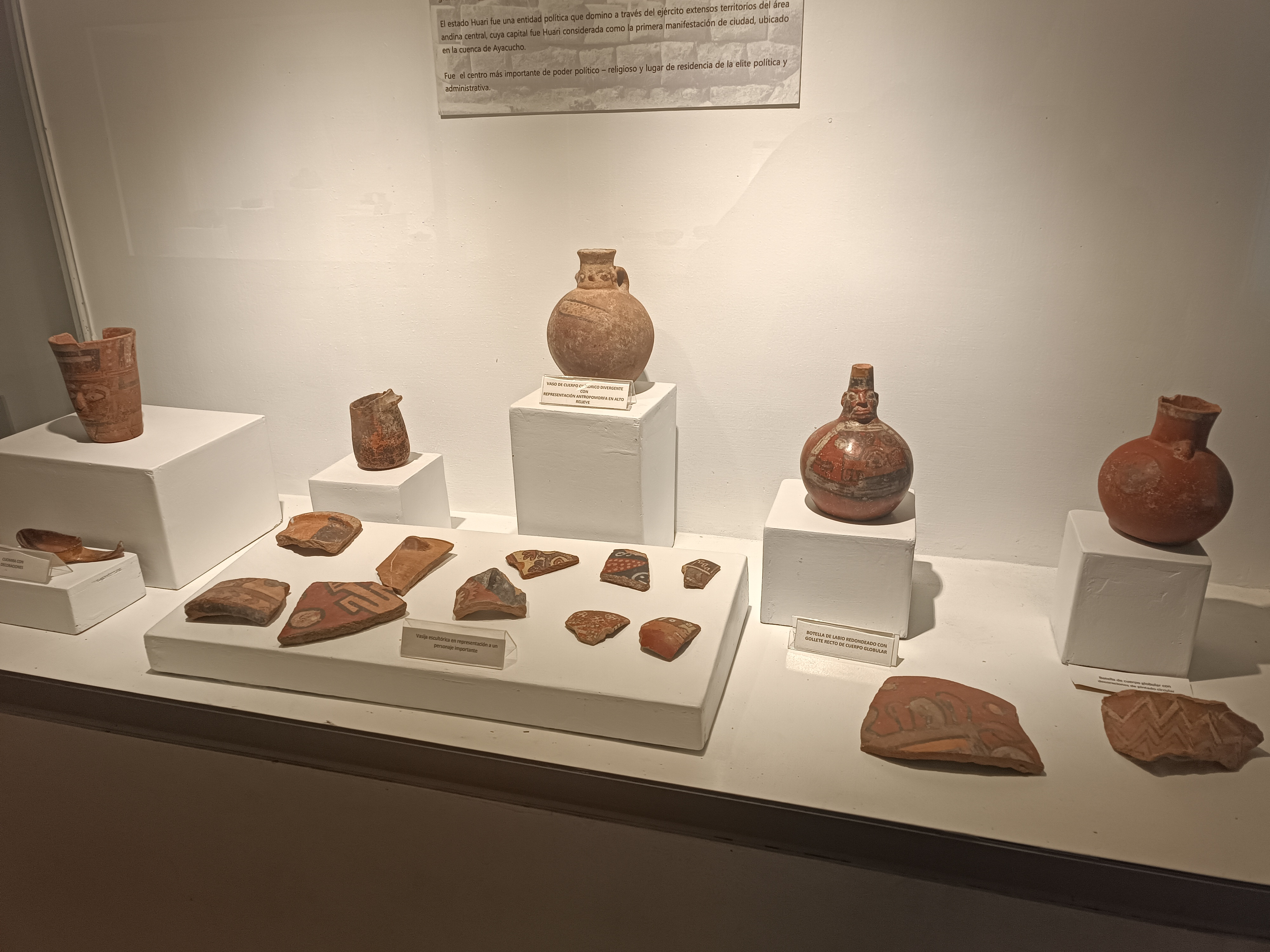
Exposición de cerámica Horizonte medio
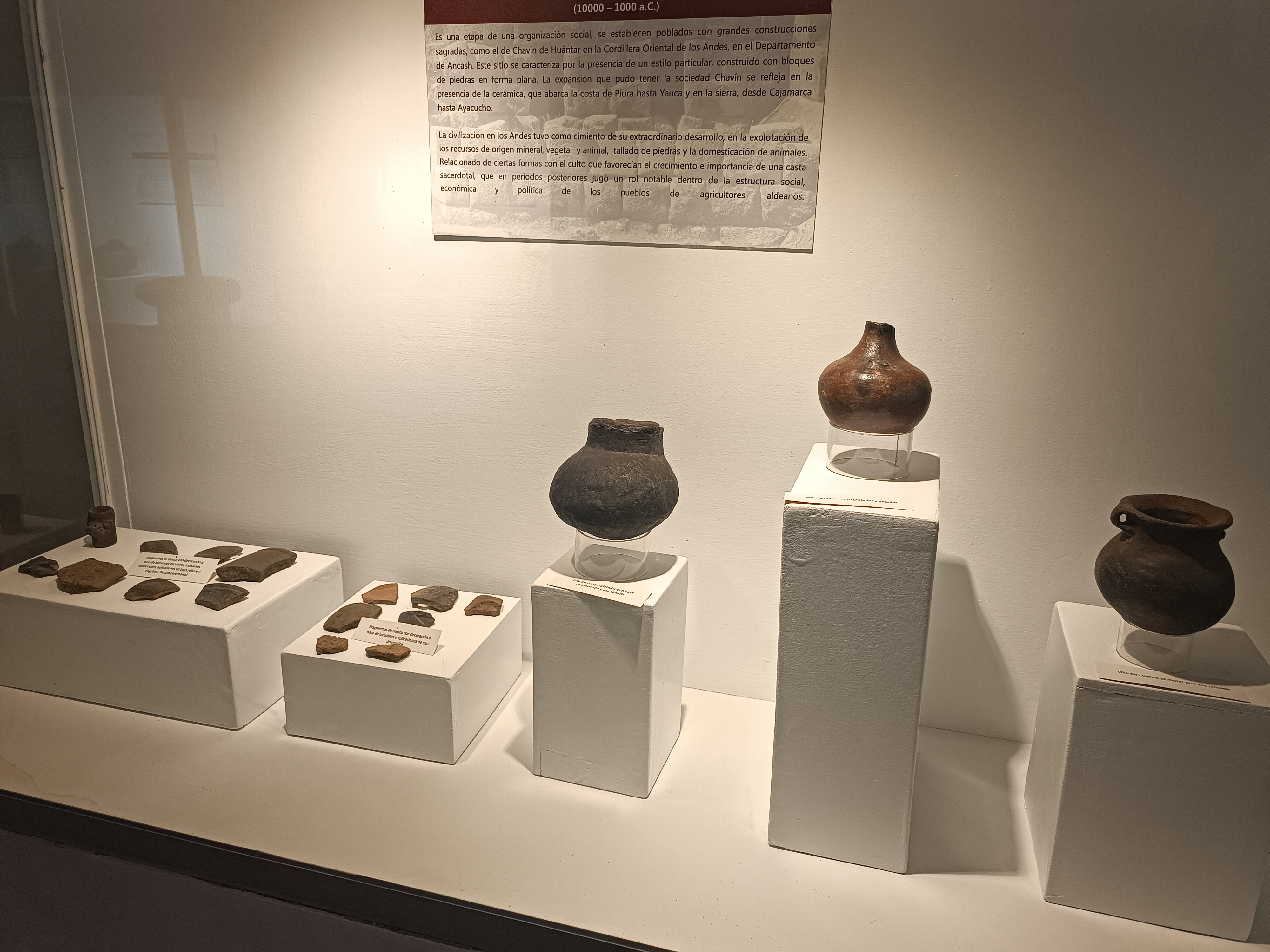
Exposición de cerámicas Horizonte temprano formativo